# Ніколае Петреску
Ніколае Петреску (31 березня 1871, Крайова — 15 лютого 1931, Бухарест) — румунський карикатурист. Був засновником румунської карикатури: робив карикатури політиків свого часу, скульпторів, художників та інтелектуалів, які жили в останнє десятиріччя ХІХ століття і перших три десятиріччя ХХ ст. Його карикатури мають документальну та художню цінність — вони відзначалися дружньою іронією.
У 1898 опублікував один із перших альбомів карикатур в Румунії — який назвав «Contimporanul» і складався із 26 кольорових робіт. Він створив цей альбом під потужним впливом подібної роботи Гонора Даум'єра. За рахунок участі у засідання Парляменту Румунії у березні 1908, він створив новий альбом — під назвою «Комікси. Відпочинок у неділю в Сенаті» (Caricaturi. Repausul duminical la Senat). У 1913 опублікував свій наступний альбом, що отримав назву «Мій альбом» (Albumul meu) в якому було 42 чорно-білих ілюстрації.
Петреску був добре відомий і оцінений критиками тих років: він входив до числа небагатьох провідних карикатуристів кінця ХІХ ст. Його роботи активно публікувалися у газетах того часу: «Літературні сторінки», «Насмішка», «Мураха» та ін.
Окрім сатири на політиків і діячів культури свого часу, Петреску створив чимало творів на антивоєнну тематику — сатиру на «німецький мілітаризм» і жахи війни, результатом чого послугувала його депортація і утримання у таборі, де утримувався більше року.
Міжнародна виставка карикатур, що з 2007 носить ім'я Ніколая Петреску, щорічно проводиться під патронатом художнього музею Крайови.

## Життєпис

### Ранні роки
Ніколае С. Петреску-Гейне народився у небагатій родині. Його батько, Стефан Петреску, і мати, Policsenia, були торговцями. Родині вдалося дати середню освіту шістьом дітям. Брат Ніколає — Джон-Янку — став професором французької і латинської мов у коледжі Святого Сави в Бухаресті і з часом став директором цього навчального закладу. Другий брат — Григорій — зробив військову кар'єр; Ілларіон — стал інженером у царині добутку і використанню природного газу; Iulică — був адвокатом в Апеляційному суді Крайови; а Стівен — дизайнером та оперним режисером.
Ніколає закінчив гімназію у місті Крайова, яка пізніше була названа Вища школа імені «Кароля І» і у 1891 поїхав до Бухаресту щоби продовжити навчання у Школи витончених мистецтв. Тут він жив разом із кількома співкурсниками і через «фінансовий дефіцит» харчувався здебільшого смаженими каштанами, які йому присилали родичі.

## Кар'єра
2 травня 1896 в Бухаресті відкрилася перша виставка у Салоні незалежних художників. Ця виставка стала першою і для Петреску. Брошура, надрукована до відкриття події починалася з: «…Ми хочемо, порвати з минулим і оголосити про свою незалежність… Мистецтво має бути вільним…»
Брошура-каталог вмістила і низку робіт, які були представлені на суд глядача: зокрема, 42 «малюнка і карикатур» Петреску. Із багатьма «колегами по цеху», що виставлялися в Салоні, потім здружився на багато років.
У 1898 Петреску опублікував альбом карикатур, озаглавлені «Contimporanul», який вмістив 26 карикатур на відомих осіб того часу. Після цього почався період, під час якого Петреску публікував свої малюнки і карикатури, на сторінках румунських періодичних видавництв: «Літературні сторінки», «Мураха», «Насмішка» та ін.
Стефан Лучіан, близький друг Ніколає, у 1904 допоміг йому взяти участь у виставці «Ateneul Român». Петреску на цій виставці представив тільки 25 карикатур, оскільки через політичні розбіжності із художньою адміністрацією карикатура була визнана «другорядним жанром» мистецтва і тому кількість подібних робіт була обмежена. ЗМІ ж підтримали Петреску.
Більшість робіт Петреску були створені у кав'ярнях Бухаресту, оскільки Ніколае ніколи не мав своєї майстерні чи студії. Він був бідним, але достойно вів життя одинака. Заробляв виключно продажом своїх малюнків.